# Hovhoa haeselbarthi
Hovhoa haeselbarthi är en stekelart som beskrevs av Robert A.Wharton 2002. Hovhoa haeselbarthi ingår i släktet Hovhoa och familjen bracksteklar. Inga underarter finns listade i Catalogue of Life.